# Anacroneuria plaumanni
Anacroneuria plaumanni är en bäcksländeart som beskrevs av Jewett 1959. Anacroneuria plaumanni ingår i släktet Anacroneuria och familjen jättebäcksländor. Inga underarter finns listade i Catalogue of Life.